# Mérigny
 Mérigny  es una población y comuna francesa, en la región de  Centro, departamento de Indre, en el distrito de Le Blanc y cantón de Tournon-Saint-Martin.

## Demografía
| 804 | 767 | 700 | 570 | 563 | 571 |
| Para los censos de 1962 a 1999 la población legal corresponde a la población sin duplicidades (Fuente: INSEE [Consultar]) |     |     |     |     |     |